# Tirrena-Adriàtica 1973
La Tirrena-Adriàtica 1973 va ser la 8a edició de la Tirrena-Adriàtica. La cursa es va disputar en cinc etapes, dues d'elles dividides en dos sectors, entre el 13 i el 17 de març de 1973, amb un recorregut final de 582 km, perquè les males condicions climatològiques van obligar a suspendre la segona etapa, entre Fiuggi i Pescasseroli.
El vencedor de la cursa, per segon any consecutiu, fou el belga Roger de Vlaeminck (Brooklyn), que s'imposà en la general al també belga Frans Verbeeck (Watney-Maes) i al suec Gosta Pettersson (Scic).

## Etapes
| Etapa | Data       | Recorregut                            | Km    | Vencedor d'etapa         | Líder de la general      |
| ----- | ---------- | ------------------------------------- | ----- | ------------------------ | ------------------------ |
| 1a    | 13 de març | Ostia - Fiuggi                        | 169,0 | Marino Basso (ITA)       | Marino Basso (ITA)       |
| 2a    | 14 de març | Fiuggi - Pescasseroli                 | -     | suspesa pel mal temps    | Marino Basso (ITA)       |
| 3a    | 15 de març | Castelvecchio - Tortoreto             | 125,0 | Pietro Guerra (ITA)      | Marino Basso (ITA)       |
| 4a A  | 16 de març | S.B del Tronto - Morrovalle           | 95,0  | Frans Verbeeck (BEL)     | Roger de Vlaeminck (BEL) |
| 4a B  | 16 de març | Morrovalle - Civitanova Marche        | 68,0  | Marino Basso (ITA)       | Roger de Vlaeminck (BEL) |
| 5a A  | 17 de març | Civitanova Marche - S.B del Tronto    | 107,0 | Roger de Vlaeminck (BEL) | Roger de Vlaeminck (BEL) |
| 5a B  | 17 de març | S.B del Tronto - S.B del Tronto (CRI) | 18,0  | Roger Swerts (BEL)       | Roger de Vlaeminck (BEL) |

## Classificació general
|    | Ciclista                 | Equip       | Temps       |
| -- | ------------------------ | ----------- | ----------- |
| 1  | Roger de Vlaeminck (BEL) | Brooklyn    | 14h 26' 12" |
| 2  | Frans Verbeeck (BEL)     | Watney-Maes | + 42"       |
| 3  | Gosta Pettersson (SWE)   | Scic        | + 1' 20"    |
| 4  | Roger Swerts (BEL)       | Molteni     | + 1' 25"    |
| 5  | Davide Boifava (ITA)     | Magniflex   | + 1' 37"    |
| 6  | Ole Ritter (DEN)         | Bianchi     | + 1' 40"    |
| 7  | Pietro Guerra (ITA)      | Bianchi     | + 1' 44"    |
| 8  | Felice Gimondi (ITA)     | Bianchi     | + 1' 44"    |
| 9  | Francesco Moser (ITA)    | Filotex     | + 1' 48"    |
| 10 | Italo Zilioli (ITA)      | Dreherforte | + 1' 49"    |